# Örebro centralstation
Örebro centralstation er en svensk jernbanestation i byen Örebro i Närke i Svealand i det mellemste Sverige. Stationen ligger på Mälarbanan, der går nord om Mälaren mellem Stockholm og Örebro. Den åbnede i 1856, 1862  og stationsbygningen er tegnet af arkitekten Adolf W. Edelsvärd.